# Гонда Михайло Степанович
Михайло Степанович Гонда (24 вересня 1928, с. Моринці, Звенигородського району, нині Черкаської області  — 28 вересня 1972, Маріуполь) — новатор металургійного виробництва, Герой Соціалістичної Праці (22.03.1966), заслужений металург Української РСР (16.07.1965).

## Біографія
Народився 24 вересня 1928 року в селі Моринцях (нині Черкаської області) в селянській родині. В Маріуполі з 1946 року. У 1948 році закінчив школу фабрично-заводського учнівства. В 1948–1971 роках працював підручним сталевара, згодом сталеваром мартенівського цеху комбінату імені Ілліча. Починав на п'ятій мартенівської печі під керівництвом сталевара Івана Лута. В 1950 році очолив бригаду.
Обирався депутатом Верховної Ради УРСР 6-го і 7-го скликань (1963–1971 роки).

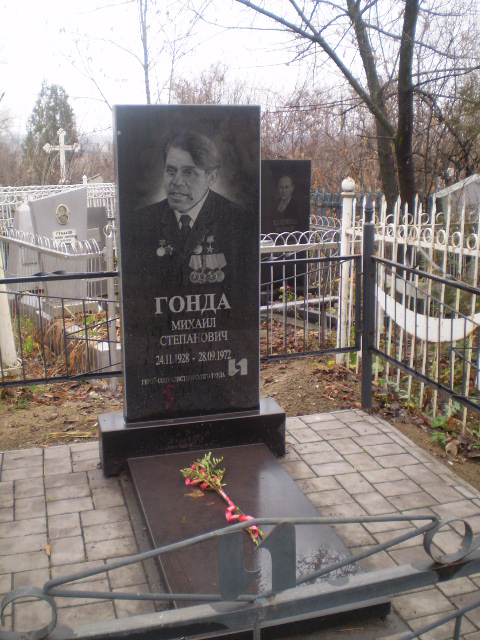
Могила Михайла Гонди

Помер 28 вересня 1972 року. Похований на Новотроїцькому кладовищі у Маріуполі.

## Нагороди
Герой Соціалістичної Праці (з 22 березня 1966 року). Нагороджений двома орденами Леніна (19.07.1958, 22.03.1966), орденом Жовтневої Революції, медалями. Лауреат Державної премії УРСР.

## Пам'ять
На честь Михайла Гонди в Кальміуському районі Маріуполя названа вулиця і встановлена меморіальна дошка біля контори мартенівського цеху комбінату імені Ілліча.